# Варга, Йожеф (1988)
Йожеф Варга (венг. Varga József; 6 июня 1988, Дебрецен) — венгерский футболист, полузащитник клуба «Дебрецен».

## Клубная карьера
Йожеф Варга — воспитанник футбольной школы «Дебрецена». С 2007 года он начал привлекаться к основному составу команды, а 12 сентября 2008 года дебютировал в Чемпионате Венгрии в игре против «Халадаша» (2:2). Сыграв по итогам сезона 2008/09 в 21 матче, Йожеф был признан «Лучшим молодым игроком Чемпионата».
В сезоне 2009/10 Варга открыл счёт своим мячам за «Дебрецен»: в 1-м квалификационном раунде Лиги чемпионов полузащитник дважды поразил ворота шведского «Кальмара», а в 3-м раунде отличился во встрече с «Левски» и помог «Дебрецену» выйти в групповой турнир.
30 января 2013 года Варга был арендован до конца сезона клубом Бундеслиги «Гройтер Фюрт». 1 февраля Йожеф дебютировал в составе немецкой команды в победном матче против «Шальке-04» (2:1).
25 июня 2013 года Варга на правах годичной аренды перешёл в клуб английского Чемпионшипа «Мидлсбро». Дебютировал 3 августа в домашней игре против «Лестер Сити» (1:2).

## Международная карьера
Йожеф Варга вызывался в молодёжную сборную Венгрии, а с 2009 года регулярно выступает в составе первой сборной. Дебютировал 10 октября 2009 года в выездном матче против Португалии (0:3).

## Достижения
- Чемпион Венгрии: 2008/09, 2009/10, 2011/12
- Обладатель Кубка Венгрии: 2007/08, 2009/10, 2011/12
- Обладатель Кубка венгерской лиги: 2009/10
- Обладатель Суперкубка Венгрии: 2009, 2010